# Розенталь, Чарльз
Сэр Чарльз Розенталь (англ. Charles Rosenthal, 12 февраля 1875, Беррима, Новый Южный Уэльс, Австралия — 11 мая 1954, Грин-Пойнт, Новый Южный Уэльс, Австралия) — австралийский военный и государственный деятель, архитектор. Участник Первой мировой войны.

## Биография
Чарльз родился в Берриме, Новый Южный Уэльс, в семье датчанина Карла Йохана Кристиана Розенталя и его супруги — шведки Эмили. Учился архитектуре в Джелонге. В 1892 году вступил в ополчение в качестве стрелка, но годом позже переехал в Мельбурн, где продолжил учёбу. В 1895 году сдал экзамены и был избран членом ассоциации Королевского Викторианского института архитекторов.
После получения образования он работал чертёжником в архитектурном подразделении Департамента железных дорог и общественных работ в Перте. Позднее переехал в Кулгарди, но продолжал заниматься проектами в Перте. Также интересовался музыкой — Чарльз был органистом и пел в хоре веслианской церкви. В 1897 году женился на Харриет Эллен Бёрстон из Мельбурна.
В 1898 году он обанкротился и решил вернуться в Мельбурн, куда ему пришлось добираться на велосипеде. В 1900 году Чарльз получил должность управляющего филиалом архитектурного бюро Инскипа и Батлера в Сиднее. Там же он продолжил образование и в 1904 году был избран членом Королевского института британских архитекторов. Чарльз продолжал интересоваться церковной музыкой и архитектурой, создал проекты церквей в Лисморе, Баррабе и Далвич-Хилл.
С 1903 года Розенталь также служил в артиллерии ополчения в звании второго лейтенанта. В 1908 году он был переведён в полевую артиллерию вооружённых сил, повышен в звании до майора и получил под командование гаубичную батарею. В 1914 году Чарльз был назначен командиром 5-й бригады полевой артиллерии и в этой должности встретил начало Первой мировой войны.
В августе 1914 года он отправился в Европу уже в звании подполковника. Участвовал в Дарданелльской операции где по ряду вопросов конфликтовал со своим командиром генералом Уильямом Бриджесом. В боях Чарльз получил два ранения, после чего был эвакуирован в Англию. Во время лечения изучал тактику действий артиллерии. После выздоровления, в феврале 1916 года, был повышен в звании до бригадного генерала и назначен командующим артиллерией 4-й дивизии, высадившейся в Египте.
В июне 1916 года Розенталя перевели во Францию, где он принял участие в битве на Сомме. В декабре снова был ранен. В 1917 году получил назначение на должность командира 9-й пехотной бригады, во главе которой участвовал в битве при Пашендейле. 22 мая 1918 года Чарльзу было присвоено звание генерал-майора и он был назначен командиром 2-й дивизии. Участвовал в атаке на Амель. Выстрелом снайпера был ранен в четвёртый раз. Вернулся в строй в августе и участвовал в боях за Перонн.
В 1919 году во время вывода австралийских войск из Европы занимался организацией снабжения в Англии. В Австралию вернулся в 1920 году. Недолго изучал право в Университете Мельбурна, а затем вернулся к занятиям архитектурой. С 1921 по 1926 год Розенталь продолжал командовать 2-й дивизией. С 1921 по 1924 год он также был членом городского совета Сиднея. Позднее работал в Законодательном собрании.
В 1937 году Чарльза назначили главой администрации острова Норфолк. Он занимал этот пост в течение Второй мировой войны. Под его руководством на острове было сформировано добровольческое подразделение пехоты. Ушёл в отставку в 1945 году, но жил на острове до 1948 года, после чего переехал в Сидней.
В июле 1953 года женился второй раз на Саре Агнес Росборо. В последние годы жизни страдал от нефритического синдрома. Скончался 11 мая 1954 года в пригороде Сиднея Грин-Пойнт.